# Sèrum de mantega
El sèrum de mantega és un producte lacti líquid de color blanc-groguenc, lleugerament menys espès que la nata, amb un contingut baix en greix làctic, i de gust lleugerament agre.
El sèrum és un subproducte de l'elaboració de la mantega. Amb la batuda de la nata, es trenquen els glòbuls de greix i per coalescència s'agrupen formant els grànuls de mantega. Es produeix la inversió de fases i s'elimina la fase aquosa sobrant que és el sèrum de mantega.
Majoritàriament, està format per aigua, lactosa i proteïna, però també conté un petit % de greix de la nata que no s'ha transformat en mantega.

## Tipus de sèrum segons la producció
«Sèrum de mantega natural/convencional»: S'obté del procés de batuda de la nata amb la finalitat d'obtenir mantega. La nata pot ser àcida o dolça:
- Nata àcida: Part de l'àcid i l'aroma estan a la fase aquosa i amb la batuda passen a formar part del sèrum de mantega, donant lloc al sèrum de mantega acidificat.[1]

- Nata dolça: S'obté sèrum de mantega dolç.[3]

«Sèrum de mantega cultivat»: S'obté de la fermentació acidolàctica de llet pasteuritzada desnatada o semidesnatada que conté menys de 1% de greix.

## Elaboració
L'elaboració de sèrum de mantega convencional té una sèrie de problemes ja que té una vida útil curta i és difícil obtenir una qualitat constant. Per aquest motiu, la major part del sèrum de mantega disponible avui dia no s'elabora segons el mètode convencional, sinó amb llet desnatada o semidesnatada i cultius. Per tal de simular el producte original, s'utilitzen cultius bacterians que aporten qualitats organolèptiques típiques de la mantega.
Sèrum de mantega cultivat: S'afegeixen cultius de bacteris mesòfils i la llet es fermenta a 19-22 °C perquè aquests cultius puguin créixer i proporcionar acidesa i aroma a la llet. Es fermenta fins que s'arriba a una acidesa del 0,9%. Si la temperatura de fermentació supera els 24 °C, els bacteris formadors d'àcid creixen molt més ràpid que els bacteris aromàtics i el sèrum té una manca del sabor específic de diacetil, típic de la mantega.

## Cultius acidolàctics
S'utilitzen bacteris mesòfils productors d'àcid làctic, a diferència de bacteris termòfils com en el cas del iogurt. Les espècies més utilitzades són: Lactococcus lactis subsp. lactis i Lactococcus lactis subsp. cremoris, que produeixen principalment àcid làctic i l'espècie Leuconostoc mesenteroides subsp. cremoris que produeix acetaldehid i diacetil (compostos aromàtics característics de la mantega). L'equilibri entre les soques productores de l'aroma i de l'àcid és molt important i no és recomanable utilitzar més del 20% de bacteris productors d'aroma.

## Usos
Aquest subproducte de l'elaboració de la mantega és un tipus de beguda refrescant que forma part de la dieta dels països nòrdics, serveix d'ingredient per a la indústria alimentària i per alimentació animal. El consum de sèrum de mantega ha disminuït degut a l'aparició de diferents tipus de iogurt i llets fermentades que contenen bacteris amb efectes probiòtics.
El sèrum utilitzat com a beguda està en forma líquida i el sèrum utilitzat com a ingredient per a la indústria alimentària i alimentació animal és en pols per millorar-ne la seva conservació. Per obtenir el sèrum en pols, primer es deshidrata amb una evaporació i després s'asseca per aspersió.
El sèrum de mantega dolça s'utilitza principalment com a ingredient en pols per a productes de panificació, sopes, gelats i aliments processats amb formatge. El sèrum de mantega aporta unes característiques de sabor úniques a la xocolata. També pot proporcionar una funció emulsionant en productes com la xocolata, mantega reconstituïda i salses de formatge. El sèrum de mantega àcida en pols també és útil en indústries de panificació i brioxeria.

## Característiques sensorials
Consistència viscosa degut a l'acidificació de la llet. Aroma i sabor característics originats per la producció d'àcid làctic, acetaldehid i diacetil. Com més àcid làctic es forma, més àcida es torna la mantega.
El sèrum de mantega s'ha de mantenir adequadament a temperatures de 4-5 °C. A causa de la seva acidesa, acostuma a tenir un període llarg de conservació d'aproximadament 2-3 setmanes.

## Defectes
Els defectes del sabor són més freqüents que els de textura. Un dels problemes principals és la detecció de «falta de sabor» associat a una reducció del compost diacetil a acetoïna degut al creixement de microorganismes com Pseudomonas, Enterobacter i llevats. El sabor metàl·lic es desenvolupa més en la mantega natural àcida que en la dolça.

## Contingut nutricional
| Component | /100g sèrum de mantega |
| --------- | ---------------------- |
| Energia   | 40 Kcal/ 170 KJ        |
| Aigua     | 90,40                  |
| Proteïna  | 3,43                   |
| Greix     | 0,51                   |
| Lactosa   | 4,01                   |
| Minerals  | 0,75                   |